# Bertila van Spoleto
Bertila van Spoleto (circa 860 - december 915) was van 888 tot 889, van 896 tot 901 en van 905 tot aan haar dood koningin-gemalin van Italië en in haar sterfjaar 915 enkele maanden keizerin-gemalin van het Heilige Roomse Rijk.

## Levensloop
Bertila maakte deel uit van de machtige Supponiden-dynastie. Haar ouders waren graaf Suppo II van Spoleto en diens echtgenote Bertha, wier afkomst niet is overgeleverd.
Tussen 870 en 880 huwde ze met Berengarius I van Friuli (845-924). Deze werd in 888 koning van Italië, met Bertila als zijn koningin. Een jaar later verloor Berengarius de Italiaanse troon echter aan Guido van Spoleto. In 896 kon Berengarius de macht in Italië heroveren, na de val van de Spoleto's en nadat Arnulf van Karinthië zich van het schiereiland had teruggetrokken. Het liep weer mis toen Berengarius werd verslagen door de Hongaren, waarna de Italiaanse adel in 901 koning Lodewijk de Blinde van Provence tot nieuwe koning van Italië verkoos. In 905 veroverde Berengarius de macht in Italië opnieuw. 
In die periode bemoeide Bertila zich regelmatig met de schenkingen van haar echtgenoot aan kloosters en kerken. In deze documenten werd ze genoemd als consors regni (regerende partner), een titel die er mogelijk op wees dat ze een machtige en invloedrijke positie uitoefende.
In 915 werd haar echtgenoot Berengarius tot keizer van het Heilige Roomse Rijk gekroond en werd Bertila dus keizerin. Ze stierf in december datzelfde jaar, mogelijk vergiftigd op verzoek van haar echtgenoot. Rond de tijd van haar overlijden werd Bertila beschuldigd van overspel, wat eind 9e eeuw en begin 10e eeuw meerdere echtgenotes van heersers van het Heilige Roomse Rijk overkwam en hetgeen vaak diende om politieke intriges te maskeren. Bertila werd er ook van verdacht dat ze zich liet adviseren door Bertha van Lotharingen, echtgenote van markgraaf Adalbert II van Toscane en openlijk tegenstandster van de regering van Berengarius. Kort na haar dood hertrouwde Berengarius met Anna van Provence, dochter van Lodewijk de Blinde.

## Nakomelingen
Bertila en Berengarius hadden verschillende kinderen. De namen van twee dochters zijn overgeleverd:
- Gisela (ca. 880 – 910), die rond 899 huwde met Adalbert van Ivrea
- Berta (overleden na 951), abdis van Sint-Julia in Brescia en Sint-Sixtus in Piacenza